# Журбин, Александр Борисович
Алекса́ндр Бори́сович Журби́н (до 1972 года Гандельсман; род. 7 августа 1945, Ташкент) — советский и российский композитор. Автор множества мюзиклов и первой советской рок-оперы «Орфей и Эвридика» (1975). Заслуженный деятель искусств Российской Федерации (2003). Ведущий ряда теле- и радиопередач.

## Биография
Родился в Ташкенте в семье инженеров Бориса Марковича Гандельсмана (1920—1989) и Ады Александровны Литвак-Журбиной (1920—2013). Отец — уроженец Сновска, участник Великой Отечественной войны, старший техник-лейтенант. До 1972 года носил фамилию отца. В 1972 году поменял фамилию отца Гандельсман на фамилию матери, с тех пор известен как Александр Журбин. Смену объясняет трудным произношением отцовской фамилии. В 1951 году родился младший брат Юрий.
В доме всегда звучала музыка. Слушали записи К. Шульженко, М. Бернеса, Л. Утесова. Танцевали фокстрот, танго. У мамы были прекрасные вокальные данные. В 1941 году ее зачислили в институт им. Гнесиных, но учиться там не довелось: началась война, пришлось эвакуироваться. Ада Александровна очень хотела, чтобы сыновья получили музыкальное образование. Ее мечта сбылась: Александр, Юрий, их дети и внуки стали музыкантами.
Окончил Республиканскую среднюю специальную музыкальную школу имени В. А. Успенского в 1963 году и Ташкентскую консерваторию по классу виолончели, затем — Институт им. Гнесиных по классу композиции, а также аспирантуру Ленинградской консерватории (диссертация посвящена поздним симфониям Густава Малера). Учился у таких мастеров, как Н. И. Пейко, Г. И. Литинский, А. И. Хачатурян, С. М. Слонимский и Ю. Г. Кон.
Во время Ташкентского землетрясения 1966 года дом Журбиных был разрушен, после чего семья переехала в Москву. С 1970 по 1977 год жил в Ленинграде, где поставил «Орфея и Эвридику» — первую советскую рок-оперу (написана в 1975 году, поставлена ансамблем «Поющие гитары» в оперной студии при Ленинградской Консерватории). После этого, спектакль гастролировал по Советскому Союзу (более 3000 представлений). «Орфей» занесён в книгу рекордов Гиннеса как самый долгоиграющий мюзикл в одном составе.
В 1974 году сочинил музыку к балету «Красная птица»; работал над концертом для альта с оркестром. В 1978 году А. Журбин выступил в качестве автора музыки к балету «Западня».
Журбин активно работает в академических жанрах, сочинив восемь симфоний (1969, 1970, 1995 годы и 2010, 2015, 2020, 2021, 2023)), концерт для фортепиано с оркестром (1972), концерт для альта с оркестром (1974), концерт для виолончели с оркестром «Иерусалим» (1995), концерт для скрипки с оркестром (1999), три квартета, фортепианный квинтет, сонаты, ряд произведений камерной музыки, а также вокальных циклов, ораторий и кантат. Кроме того, работал в жанре лёгкой эстрадной музыки. Написал около двухсот песен, в том числе такие, как «Мольба», «Песня о счастье», «Лошадка — жизнь», «Все к лучшему», «Послевоенное танго», «Тучи в Голубом».
С 1990 по 2001 год композитор жил с семьёй в Нью-Йорке. В 1992 году организовал первый русско-американский театр «Блуждающие звёзды», в труппе которого заняты, в частности, бывшие видные советские кино- и драматические актёры, в том числе Е. Я. Соловей. В 1995 году А. Журбин создал мюзикл «Шалом, Америка!», сочинил симфонию, работал над созданием концерта для виолончели с оркестром. В 1997 году был художественным руководителем концерта, посвященного 850-летию Москвы, в нью-йоркском концертном зале «Карнеги-холл».
С 2001 года живёт на два дома — в Москве и в Нью-Йорке. Возвращение в Россию произошло вскоре после терактов 11 сентября 2001 года, которыми были уничтожены башни торгового центра по соседству с нью-йоркским офисом композитора. С 21 апреля 2007 г. до 19 апреля 2015 г. на НТВ композитор вел программу «Мелодии на память». В 2008—2011 гг. вёл программы «Музыкальные перекрестки» и «Звуки мюзикла» на радиостанции «Орфей».
В 2004 году создал музыку к телесериалу «Московская сага». В 2005 году отпраздновал 60-летие двухнедельным фестивалем в Москве под названием «Пять юбилеев Александра Журбина». В 2007 году написана музыка к телесериалу «Тяжёлый песок». В том же году на конкурсе «Музыкальное сердце театра» лучшей была признана музыка Журбина к поставленному в Перми мюзиклу «Владимирская площадь».

В 2010 году фестиваль под названием «Александр Журбин: Музыка. Театр. Кино» был посвящён 65-летию композитора и продолжался пять недель. В том же году указом Президента РФ Александр Журбин был награждён орденом Почёта. 
В сентябре 2012 года состоялась премьера оперы «Альберт и Жизель», главную партию в которой исполнил Николай Басков. К 70-летию композитора в 2015 году были приурочены двухмесячный фестиваль «Всё к лучшему!», где состоялась премьера пятой симфонии («Sinfonia Bizarra»), и юбилейный концерт «Лёгкая музыка для серьёзных людей» (3 декабря 2015 года, московский Дом музыки). В том же году представлена опера «Мелкий бес» по роману Ф. Сологуба.
Журбин — автор автобиографических книг «Моя музыкальная жизнь» (2011), «О временах, о музыке и о себе» (2016), аудиотрилогии «Звуки мюзикла» (2007). С 2010 года выступает колумнистом газеты «Известия».
В мае 2017 года состоялась премьера новой оперы композитора «Метаморфозы любви» в Московском музыкальном театре имени Станиславского и Немировича-Данченко. Лауреат Премии города Москвы в области литературы и искусства в номинации «Музыкальное искусство» (2017).
В начале октября 2019 года в рамках Года театра прошел творческий вечер А. Журбина. Весну 2020 года композитор назвал продуктивным временем. В период пандемии COVID он много работал дома: сочинял партитуры, корректировал ранее написанную музыку.
На фестивале «Серьёзно и Легко», который продолжался с 23 сентября 2020 года по 20 февраля 2021 года было исполнено множество сочинений композитора, в том числе состоялась премьера опер «Анна К.»  и «Счастливый День» , а также шестой симфонии.
В 2022 году написал музыку к фильму «Непокорённые» о судьбе людей в концлагерях Маутхаузен и Пенемюнде; в конце октября в Театре музыкальной комедии состоялась премьера его детектива «Мышеловка». В Театре эстрады в 2023 году был поставлен новый мюзикл «Между двух миров».

## Семья
- Первая жена — Лора Квинт, композитор[23][24][25][26] (поженились в 1971 году, развелись в середине 1970-х)[27].
  - Сын[26][28] — Филипп Квинт (род. 1974)[29], окончил Джульярдскую школу в Нью-Йорке, скрипач, в США снялся в ряде телесериалов.
- Вторая жена — Ирина Львовна Гинзбург (род. 1950, дочь переводчика Льва Владимировича Гинзбурга), поэтесса и переводчик, мемуаристка (поженились в 1978 году)[30].
  - Сын — Лев Александрович Журбин[англ.] (род. 1978), композитор, альтист, автор музыки к фильмам. Руководитель нью-йоркского ансамбля «Ljova & the Contraband».
- Брат — Юрий Борисович Гандельсман, известный израильский и американский альтист (его сын — скрипач Джонатан (Евгений Юрьевич) Гандельсман, род. 1978).
- Двоюродный брат — поэт и переводчик Владимир Гандельсман.

## Общественная деятельность
Член Союза композиторов России, Союза кинематографистов России, Союза театральных деятелей и Союза писателей России.  Участник общественного совета Российского еврейского конгресса.
Вопреки некоторым утверждениям, никогда не был членом никакой партии, в том числе и партии «Единая Россия».

## Творчество

### Театр
Оперы
- 2020 — «Счастливый День» (опера-буфф)
- 2016 — «Метаморфозы любви»
- 2015 — «Мелкий бес» (по роману Ф. Сологуба)
- 2014 — «Анна К.»
- 2011 — «Альберт и Жизель»
- 2010 — «Цезарь и Клеопатра» (по одноимённой пьесе Бернарда Шоу)[33]
- 2005 — «Король и его дочери» («Лиромания») (по трагедии У. Шекспира «Король Лир»)
- 1990 — «Good Health To the Tzar» (на англ. языке, по мотивам русских сказок)
- 1988 — «Фьоренца» (по роману T. Манна)
- 1986 — «Нетерпение» (по Ю. Трифонову)
- 1979 — «Луна и детектив» (по Вилю Липатову)
- 1979 — «Разбитое зеркало» (по Б. Брехту)
- 1975 — «Орфей и Эвридика»

Балеты
- 1974 — «Красная птица»
- 1986 — «Женитьба» (по Н. В. Гоголю)
- 1978 — «Западня» (по Б. Брехту)

Мюзиклы
- 2023 — «Между двух миров»[22]
- 2021 — «Брачное Агентство» [34]
- 2019 — «Куртизанка»[35]
- 2017 — «Продавец Игрушек»[36]
- 2015 — «Недоросль» (по Д. И. Фонвизину) в Музыкальном театре под руководством Г. Чихачёва
- 2013 — «Щелкунчик» (по Гофману)
- 2012 — «Он и она» (по пьесе А. Марданя)
- 2010 — «Мёртвые души» (по роману Н. В. Гоголя)[37]
- 2009 — «Доктор Живаго» (по роману Б. Пастернака)
- 2007 — «8 женщин» (по пьесе Р. Тома)
- 2004 — «Чайка» (по пьесе А. Чехова)
- 2003 — «Владимирская площадь» (по роману Ф. Достоевского «Униженные и оскорблённые»)
- 2002 — «Мышеловка» (по пьесе Агаты Кристи)
- 1998 — «Блуждающие звёзды» (по Шолом-Алейхему)
- 1997 — «Камера Обскура» («Губы») (по В. Набокову)
- 1995 — «Шалом, Америка!» (по Ш. Эшу)
- 1992 — «Нервное великолепие» (по Ф. Мортону)
- 1990 — «Скотный двор» (по Дж. Оруэллу)
- 1988 — «Стакан воды» (по пьесе Э. Скриба)
- 1988 — «Неизвестная любовь Наполеона»
- 1987 — «Неаполитанская история» (по Л. де Вега)
- 1987 — «Закат» («Молдаванка», «Биндюжник и король») (по И. Бабелю, либретто Асара Эппеля) (в США шёл под названием «How It Was Done in Odessa» (Как это делалось в Одессе), 1991)
- 1987 — «Пишите сумму прописью!» (по О. Генри)
- 1984 — «Мымра»
- 1984 — «Свадьба на старости лет»
- 1983 — «Агент 00»
- 1982 — «Капитан Фракасс» (по Т. Готье)
- 1979 — «Пенелопа» (существует также англоязычная версия)
- 1979 — «Жужа из Будапешта»
- 1976 — «Хитроумная влюбленная» (по Л. де Вега)
- 1976 — «Три брата»
- 1976 — «Близнецы из Фив»
- 1973 — «Принц и нищий» (по M. Твену)
- «Дибук» (по Ш. Ан-скому) (в настоящее время мюзикл не поставлен)

### Эстрада
Песни на музыку Александра Журбина исполняют многие известные артисты: Иосиф Кобзон, Кристина Орбакайте, Николай Басков, Ирина Понаровская, Тамара Гвердцители, Екатерина Гусева, Леонид Серебренников, Жанна Рождественская, Нина Шацкая, Анна Большова, Алексей Лосихин, Евгений Герчаков, Николай Караченцов, Михаил Боярский, Павел Смеян, Наталья Ветлицкая.
Известные песни:
- «Тучи в голубом» (исп. Кристина Орбакайте, Иосиф Кобзон)
- «Моя любовь» (исп. Евгений Головин)
- «Имя твое» (исп. Юрий Гуляев, Евгений Головин)
- «Не привыкай ко мне» (исп. Алла Пугачёва)
- «Мольба» (исп. Ирина Понаровская)
- «Песня о счастье» (исп. Яак Йоала)
- «Лошадка жизнь» (исп. Тамара Гвердцители)
- «Послевоенное танго» (исп. Иосиф Кобзон)
- «Ради женщин» (стих. Илья Резник, исп. Николай Караченцов)
- «Молдаванка» (стих. Асар Эппель, исп. Николай Караченцов)
- «Летела пуля» (стих. Асар Эппель, исп. Максим Леонидов)
- «Нервы, нервы, нервы…» (стих. Асар Эппель, исп. Роман Карцев)
- «Мама с Молдаванки» (стих. Асар Эппель, исп. Зиновий Гердт)
- «Иллюзия» (стих. Владимир Шлёнский, исп. Армен Джигарханян)
- «Последний шанс» (стих. Владимир Шлёнский, исп. Павел Смеян)
- «Трудная любовь» (стих. Владимир Шлёнский, исп. Павел Смеян и Наталья Ветлицкая)
- «Входи» (стих. Михаил Танич, исп. Павел Смеян)
- «Колыбельная моему сыну» (стих. Михаил Ромм, исп. Михаил Боярский)
- «Фашизм — жив!» (стих. Михаил Ромм, исп. Михаил Боярский)
- «Фашистские волки» (стих. Михаил Ромм, исп. Михаил Боярский)
- «Знай, товарищ!» (стих. Михаил Ромм, исп. Михаил Боярский)
- «Здесь враги не пройдут!» (стих. Михаил Ромм, исп. Михаил Боярский)
- «Осенняя баллада» (стих. Сергей Бобков, исп. Михаил Боярский)[38]

### Фильмография
Музыка к художественным фильмам:
- 1978 — Всё решает мгновение
- 1979 — В моей смерти прошу винить Клаву К.
- 1979 — Вернёмся осенью
- 1979 — Солнце в авоське
- 1980 — Быстрее собственной тени
- 1980 — Ключ (1980, ТB)
- 1980 — Лес
- 1980 — Мелодия на два голоса
- 1980 — У матросов нет вопросов
- 1980 — Эскадрон гусар летучих
- 1981 — Бедная Маша
- 1981 — Девушка и Гранд
- 1981 — Придут страсти-мордасти
- 1981 — Штормовое предупреждение
- 1981 — Провинциальный роман
- 1982 — Предел желаний
- 1982 — Этюд для домино с роялем
- 1983 — Женатый холостяк
- 1983 — Магия чёрная и белая
- 1983 — Признать виновным
- 1984 — Колье Шарлотты
- 1984 — Приходи свободным
- 1984 — Шутки в сторону
- 1986 — Голова Горгоны
- 1986 — Письма мёртвого человека
- 1987 — Где бы ни работать
- 1987 — Джамайка
- 1987 — Джек Восьмёркин — «американец»
- 1987 — Пощёчина, которой не было
- 1988 — Презумпция невиновности
- 1988 — Тайна золотого брегета
- 1989 — Биндюжник и Король
- 1991 — Блуждающие звёзды
- 2003 — Бульварный переплёт
- 2004 — Московская сага
- 2004 — Чайка. Настоящая оперетка
- 2006 — Любовь неизведанного пространства
- 2006 — Жизнь и смерть Лёньки Пантелеева
- 2007 — Защита против
- 2008 — Августейший посол
- 2008 — Тяжёлый песок
- 2018 — Странники терпенья
- 2021 — Любовь и монстры

Музыка к мультипликационным фильмам:
- 1978 — Кто ж такие птички?
- 1979 — Дядюшка Ау
- 1981 — Космические пришельцы — Фильм первый
- 1982 — Новогодняя песенка Деда Мороза
- 1983 — Космические пришельцы — Фильм второй
- 1984 — Хочу Луну
- 1985 — Остров капитанов
- 1985 — Чужие окна
- 1986 — Лапочка
- 1986 — Как потерять вес
- 1987 — Волшебные колокольчики
- 1987 — Не зная кода...
- 1988 — Узники «Ямагири-Мару»

### Камерная и симфоническая музыка
- Квартет № 1 (opus 1)
- Кактус (восточная легенда для низкого голоса и фортепиано, стихи Виктора Сосноры) (opus 2)
- Три романса для среднего голоса и фортепиано (opus 3)
- Песня «Осень 1942 года». Стихи Александра Файнберга (opus 4)
- Романс «Музыка» для высокого голоса и фортепиано. Стихи У. Шекспира (opus 5/50)
- Сюита для фортепиано (opus 6)
- Сюита для флейты, гобоя, кларнета и фагота (opus 7)
- Соната для альта и фортепиано (opus 8)
- Русь. 1111 год. Кантата для хора, солистов и оркестра. Стихи Виктора Сосноры. (opus 9)
- Вокальный цикл «Семь песен солдата». Стихи поэтов, погибших во время Великой Отечественной войны для баритона и фортепиано (opus 10)
- Концертино для гобоя и струнного оркестра (opus 11)
- Детские игры. Сюита для струнного оркестра (opus 12)
- Памяти героев. Фантазия для большого симфонического оркестра. (opus 13)
- Хорал и Аллегро для баяна (opus 14)
- Деревянная ярмарка. Романс для высокого голоса. Стихи Рудольфа Баринского. (opus 15)
- Вокальный цикл «Любовь поэта». Стихи Р. М. Рильке, перевод Татьяны Сильман. (opus 16)
- Импровицазия и Токката для скрипки и фортепиано (opus 17)
- Соната для фортепиано (opus 18)
- Полифоническая сюита для трех флейт (opus 19)
- Квартет № 2 (Опыты) для струнного квартета (opus 20)
- Три рисунка Пикассо (для фортепиано) (opus 21)
- Три пьесы для баяна: прелюдия, гавот и скерцо (opus 22)
- Поэма для валторны и фортепиано (opus 23)
- Полифоническая партита (opus 24)
- Кантата «Крысолов» (стихи М. Цветаевой). (opus 25)
- Первая симфония (Sinfonia Concertante) в четырёх частях (opus 26)
- Токката для баяна (opus 27)
- Соната для контрабаса и фортепиано в трех частях (opus 27)
- Вокально-симфоническая поэма «Встреча с Лениным» (opus 28)
- Три сонаты для баяна (opus 29)
- Симфония № 2 (Sinfonia Giocosa) в четырёх частях (opus 30)
- Концерт для альта с оркестром в трех частях (opus 31)
- Песни для детей. Стихи Вольта Суслова и Максима Райкина. (opus 32)
- Из немецкой народной поэзии вокальный цикл в семи частях (opus 33)
- Земля людей. Оратория. (opus 34)
- Зимние песни. Шесть дуэтов для меццо-сопрано и баритона на стихи русских поэтов. (opus 35)
- Фантазия и фуга для баяна (opus 36)
- «Два друга». Вокально-симфоническая поэма на стихи А. Твардовского и Р. Гамзатова (opus 37)
- Велимир. Четыре песни на стихи Велимира Хлебникова (opus 38)
- Пять стихотворений Константина Батюшкова для меццо-сопрано, флейты, валторны и арфы (opus 39)
- Концерт для фортепиано с оркестром в трех частях (opus 40)
- Соната для виолончели и фортепиано (opus 41)
- Фортепианный квинтет (opus 42)
- Машкерад. Пять хоров для смешанного хора на стихи А. П. Сумарокова (opus 43)
- Марина. Шесть песен на стихи Марины Цветаевой (opus 44)
- Дифирамб для виолончели и камерного ансамбля (opus 45)
- Три Музы. Пьесы для альта, контрабаса и клавесина (opus 46)
- Концерт для виолончели с оркестром в трех частях (opus 47)
- Третья симфония (Sinfonia Romantica) (opus 48)
- «Часть речи». Кантата для хора на стихи Иосифа Бродского (на русском и англ.) (opus 49)
- Три мадригала на стихи Шекспира (opus 5/50)
- Концерт для скрипки с оркестром (opus 51)
- Музыка для струнных номер 1 (opus 52)
- Музыка для струнных номер 2 (opus 53)
- Музыка для струнных номер 3 (opus 54)
- Четвёртая симфония «City of the plague» («Город Чумы») (opus 55)
- «Поэт» (вокальный цикл на стихи Цветаевой) (opus 56)
- Симфония No. 5 (Sinfonia Bizzara или «Play, memory»)
- Вокальный цикл для сопрано и баритона «Любовь» стихи М. Цветаевой и О. Мандельштама
- Fine Fantasy for Fadolín (2020)
- Шестая Симфония (Sinfonia con programma letterale), 2020
- Седьмая Симфония (Sinfonia Semplice), 2021
- Three Muses for Fadolín Trio (2022)
- Восьмая Симофния (Patchwork Symphony), 2023

## Награды и звания
- Орден Почёта (29 июня 2010 года) — за заслуги в развитии отечественной культуры и искусства, многолетнюю плодотворную деятельность[13].
- Заслуженный деятель искусств Российской Федерации (5 июня 2003 года) — за заслуги в области искусства[1].
- Гранд-премия «КиноВатсон» (2008 год)[39].